# Maireana scleroptera
Maireana scleroptera är en amarantväxtart som först beskrevs av John McConnell Black, och fick sitt nu gällande namn av Paul G. Wilson. Maireana scleroptera ingår i släktet Maireana och familjen amarantväxter. Inga underarter finns listade i Catalogue of Life.

## Bildgalleri

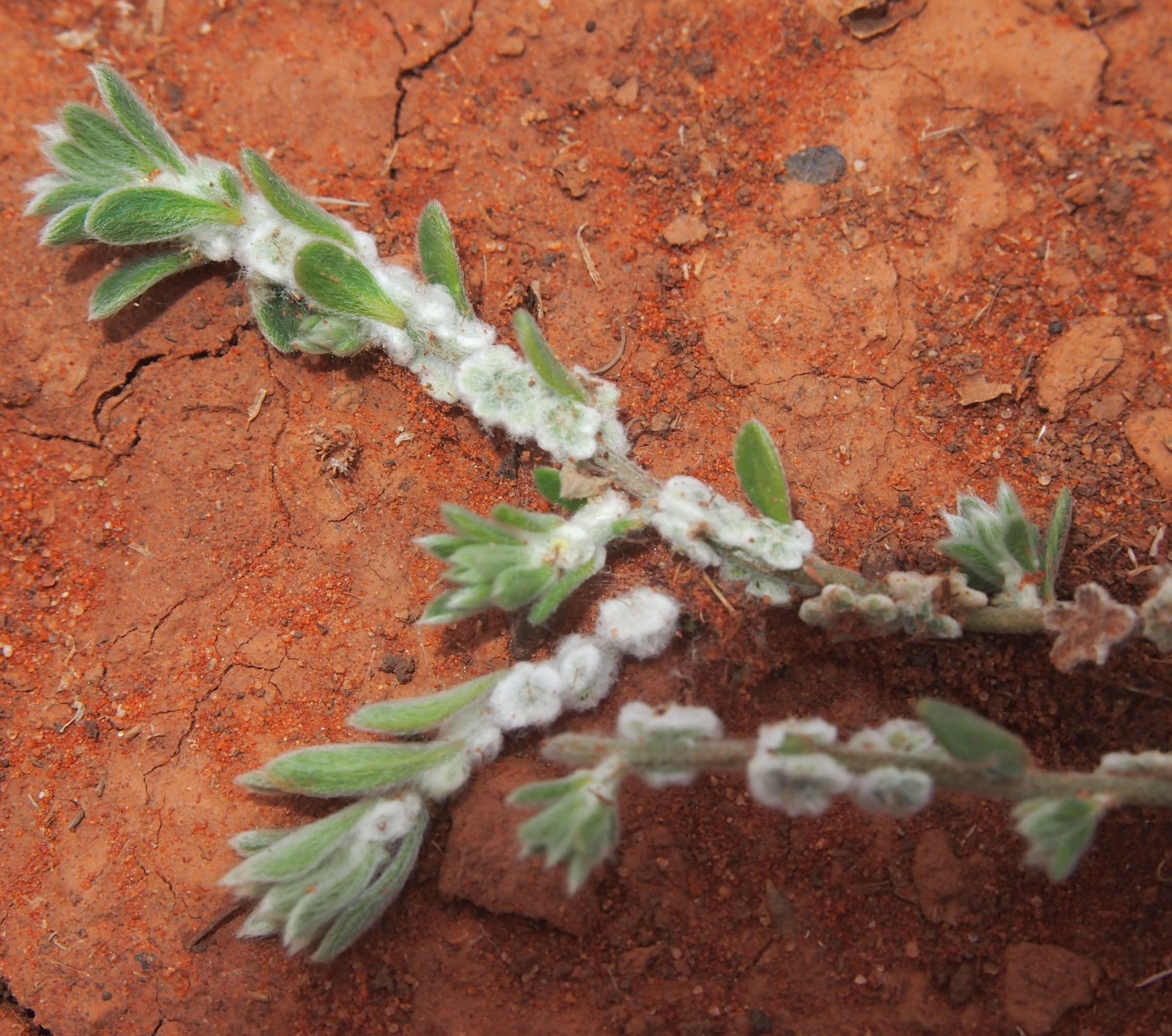
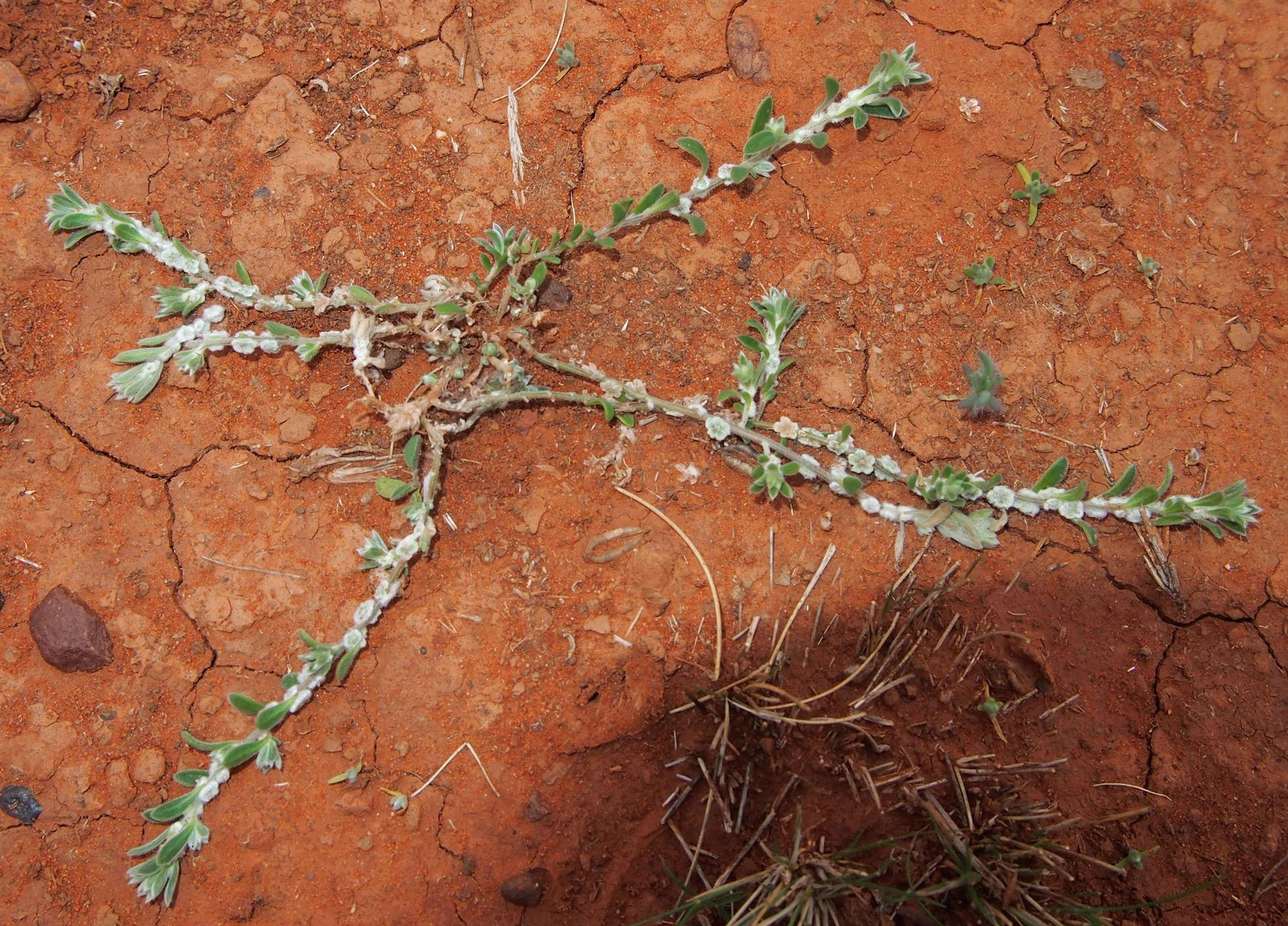